# 5000만의 나눔퀴즈쇼 주세요
《5000만의 나눔퀴즈쇼 #주세요》는 TV조선에서 방송된 예능 프로그램이다.

## MC
- 김성주
- 조우종